# Гороховая тля
Гороховая тля (лат. Acyrthosiphon pisum) — вид семейства настоящих тлей (Aphididae).

## Описание
Этот вид кормится на растениях семейства бобовых (Fabaceae), может распространять вирусы растений.
Из перезимовавших в земле яиц весной выводятся нимфы. После четырёх линек насекомые достигают половой зрелости и приступают к партеногенезу. Каждая самка в течение жизни рождает около 100 дочерей, также размножающихся партеногенетически. Когда колония становится перенаселённой и качество пищи снижается, нимфы развиваются в крылатых имаго и перелетают на другие растения. Осенью рождаются самцы, после спаривания с которыми самки откладывают яйца.

## Модельный организм
Геном состоит из 525 млн пар оснований и 34 000 генов в 2n = 8 хромосом.
Это единственное известное животное, синтезирующее каротиноиды (3',4'-didehydro-β,γ-carotene — Торулен). Ген, ответственный за производство каротиноидов, достался тле путём горизонтального переноса генов от грибка, живущего на тех же растениях.
Почувствовав дыхание животного (горячий и увлажнённый поток воздуха), которое может случайно съесть вместе с растением обитающих на нём насекомых, тля массово покидает растение и осыпается на землю.
Как и у всех представителей семейства Aphididae, в гороховой тле содержатся бактерии-эндосимбионты Buchnera aphidicola и Regiella insecticola, которые обеспечивают насекомое аминокислотами и передаются от матери детям.
Кроме того, в гороховой тле встречается бактерия Hamiltonella defensa, заражённая особым фагом, который, в свою очередь, производит токсины, безвредные для тли, но смертельные для паразитирующего на ней наездника (паразитоидной, или паразитической, осы) Aphidius ervi. Тля даже содержит особый тип клеток для жизни этих бактерий. Если много поколений тли не встречаются с паразитоидными осами, то «излечиваются» от вируса и становятся восприимчивыми к личинкам ос.